# دکاوانادات سدیم
دکاوانادات سدیم (به انگلیسی: Sodium decavanadate) با فرمول شیمیایی Na۶[V۱۰O۲۸] یک ترکیب شیمیایی است. که جرم مولی آن 1419.6 g می‌باشد. شکل ظاهری این ترکیب، جامد نارنجی است.